# Carl Birkenstock
Carl Birkenstock (* 15. Juni 1775 in Köln; † 19. Januar 1840 in Erbach (Hunsrück)) war ein deutscher Gutsbesitzer und Mitglied des Nassauischen Landtags.

## Leben
Carl Birkenstock wurde als Sohn des Spediteurs und Kölner Stadtrats Melchior Birkenstock († 1801) und dessen Ehefrau Maria Gertrud de Beche (1748–1810) geboren.
Er heiratete Margarethe Koetz (1782–1836, Tochter des Gutsbesitzers und Schultheißen Raymund Koetz und der Margarete Müller).
In Erbach im Rheingau erwarb er durch Heirat Gutsbesitz. Für den Wahlkreis Wiesbaden wurde er aus der Reihe der Grundbesitzer in die Deputiertenkammer (2. Kammer) des Nassauischen Landtags gewählt. Als Nachfolger von Friedrich Wilhelm Goedecke nahm er sein Mandat vom 20. Februar 1826 bis 1832 wahr.